# سخت‌افزار (فیلم ۲۰۰۹)
سرسخت‌ (به انگلیسی؛ Hardwired) یک فیلم اکشن و علمی تخیلی آمریکایی محصول سال ۲۰۰۹ به کارگردانی ارنی بارباراش با بازی کوبا گودینگ جونیور و وال کیلمر است. این فیلم در تاریخ ۳ نوامبر ۲۰۰۹ به صورت فیلم ویدئویی در ایالات متحده منتشر شد.

## بازیگران
- کوبا گودینگ جونیور در نقش لوک گیبسون
- وال کیلمر در نقش ویرجیل کیرخیل
- مایکل ایرون ساید
- تاتیانا مازلانی
- اریک برکر در نقش رابرت دریک
- خوان رایدینگ در نقش پانک
- تری چن … کارتر برک
- هیرو کاناگاوا … دکتر استکلر
- ریچل لوترل
- دانی لوکاس
- الی لیبرت … کاتالینا جونز
- جولیوس چپل به عنوان لوئیس
- لانس هنریکسن

## خلاصه داستان فیلم
لوک گیبسون از یک تصادف جان سالم به در می‌برد؛ اما همسر باردارش کُشته می‌شود. او در یک بیمارستان به هوش می‌آید در حالی که کوچکترین خاطره‌ای از گذشته ندارد. لوک صدمهٔ بسیاره دیده بود اما به لطف یک امپلنت مغزی که متعلق به یک کمپانی قدرتمند چند ملیتی می‌باشد، حالش رو به بهبودی است. اما لوک به زودی متوجه خطرناک بودن ایمپلنت می‌شود و…